# Kastrationsangst
Die Kastrationsangst oder auch der Kastrationskomplex ist ein Konzept aus der klassischen Psychoanalyse, das auf die Theorie Sigmund Freuds (1856–1939) zurückgeht und später etwa von Jacques Lacan sowie anderen Psychoanalytikern weiter verfolgt und untersucht wurde.

## Kastrationsangst bei Freud
Nach Freud löst die Entdeckung des anatomischen Geschlechtsunterschieds beim Kleinkind eine Entwicklung aus, die für das Durchlaufen der ödipalen Phase entscheidend ist (siehe auch Ödipuskomplex). Diese Entwicklung ist bei Mädchen und Jungen unterschiedlich, beruht aber auf der Gemeinsamkeit, dass – nach Freud – Kinder beiderlei Geschlechts den Besitz eines Penis als den Normalfall betrachten.

### Penisneid beim Mädchen
Beim Mädchen führt die Beobachtung, dass einige Menschen einen Penis besitzen und andere nicht, Freud zufolge zum unbewussten „Penisneid“ und zur Ablehnung der Mutter, dem „kastrierten Mann“. Das Mädchen will nicht werden wie die kastrierte Mutter, da es die Mutter selbst dafür verantwortlich macht, keinen Penis zu haben und an ihrer Kastration Schuld zu tragen. Durch die Zuwendung des Mädchens zum Vater gerät es in die ödipale Situation, in der es den Penis des Vaters begehrt und letztlich, so zumindest Freud, unbewusst ein Kind von ihm empfangen möchte, weil es das Kind mit einem Penis gleichsetzt.

### Kastrationsangst beim Jungen
Für den kleinen Jungen hat die Entdeckung des Geschlechtsunterschieds eine andere Bedeutung. Wenn er sieht, dass manche Menschen keinen Penis haben, andere sowie er selbst aber einen besitzen, so nimmt er an, der Penis sei bei manchen durch Kastration verloren gegangen. Aus diesem Grund sieht er sich selbst unbewusst ebenfalls vom möglichen Verlust des Penis bedroht. Diese Angst ist die „Kastrationsangst“. Insbesondere im Kontext der ödipalen Situation kann diese Kastrationsangst durchaus positive Folgen für die Entwicklung des Kindes haben, wenn sie dazu führt, dass der Junge den unbewussten inzestuösen Wunsch nach seiner Mutter aufgibt, weil er befürchtet, dass der Vater, dem er physisch noch nicht gewachsen ist, ihn zur Strafe für sein Begehren kastrieren könnte.
Dadurch wird das Kind gedrängt, sein Begehren in der außerfamiliären Welt zu erfüllen (mit „anderen“ Frauen), wodurch eine notwendige Orientierung des Kindes zur Gesellschaft erst möglich wird. Normalerweise gelingt es dem Jungen, dieser Situation eine positive Wendung zu geben, indem er sich mit dem Vater identifiziert. Er wünscht nun nicht mehr, den Vater zu ermorden und ihm die Mutter wegzunehmen, sondern er wünscht sich vielmehr, „wie“ der Vater zu sein und seine Macht zu besitzen.
Die symbolische Repräsentation dieser Macht des Vaters und seines „Besitzens“ der Mutter ist der Phallus, der symbolische Penis. Mit dem Eintritt in die Geschlechtsreife gewinnt das Kind einen eigenen Phallus, ein eigenes ‚Geschlechtswerkzeug‘, womit es die vorher (im Idealfall) bereits emotional erfolgte Loslösung aus der ödipalen Situation und letztlich aus dem Elternhaus nun auch physisch vollziehen kann.

## Kritik

### Lacan
Der französische Psychoanalytiker Jacques Lacan (1901–1981) bezeichnet die „Kastrationsdrohung“, der sich das Kind ausgesetzt fühlt, als „Nein-des-Vaters“ (Non-du-Père). Dieses Nein kann sowohl vom Vater selbst als auch von anderen Personen „Im-Namen-des-Vaters“ (meist implizit) ausgesprochen werden. Da für Lacan der Name-des-Vaters (le Nom-du-Père) auch die Gesetze der Gesellschaft repräsentiert (etwa das Inzesttabu), gehört der Kastrationskomplex der symbolischen Ordnung an. Durch das Nein des Vaters wird das Kind in die symbolische Ordnung der Gesellschaft und der Gesetze eingeführt. Lacan bezeichnet die Kastration, die ja stets nur angedroht bleibt, und die mit dieser Drohung einhergehende Hinwendung zum Symbolischen, deshalb auch als „symbolische Kastration“.
Mit dem Eintritt ins Symbolische geht die Kastrationsangst teilweise auf das durch den Vater repräsentierte Symbolische selbst, den großen Anderen, über: „Zweifelsohne gibt es Neurotisierenderes als die Furcht den Phallus zu verlieren, nämlich nicht zu wollen, dass der Andere kastriert ist.“

### Fromm
Auch Erich Fromm (1900–1980) hält zur Begriffsbildung der Kastrationsangst die gesellschaftliche Einstellung zum Vaterbild für wesentlich. Bestimmend für diese sei die bewusste oder unbewusste Anerkennung männlicher Vorherrschaft. Das Patriarchat bestehe bereits seit ca. 6000 Jahren und habe sich global ausgebreitet. Freud habe die männliche Überlegenheit niemals in Frage gestellt und die anatomischen Geschlechtsunterschiede der Frau psychologisch auf eine Stufe mit sexueller Verstümmelung gestellt. Es handle sich daher nicht um biologische Unterschiede, sondern um ein Phänomen des Geschlechterkampfs.(a) Hieraus ist nach Fromm abzuleiten, dass die Korrelation zwischen anatomischen Geschlechtsunterschieden und psychologischer Bewertung auf die historische Unterdrückung der Frau zurückzuführen ist, nicht auf natur- und gottgegebene Tatsachen. Die Unterdrückung der Frau sei vergleichbar mit der Unterdrückung der Schwarzen im Süden Amerikas im 19. Jahrhundert und teilweise heute noch. Die Geschlechterpolarität dürfe nicht zu einer gesellschaftlichen Polarisierung ausarten. Frauen seien von der patriarchalischen Herrschaft zu befreien.(b)

### Schultz-Hencke
Harald Schultz-Hencke (1892–1953) ist der Auffassung, dass mit der Wendung, jemand habe „Kastrationsangst“, selten gemeint sei, dass diese Person bewusst die Kastration befürchte. Vielmehr würden im Leben der Erwachsenen oft entsprechende kindliche Relikte vermutet. Prüfe man aber das damit Erwartete am praktischen Fall nach, so finde sich diese Erwartung nicht bestätigt. Selbst wenn man dennoch von einer in den seltensten Fällen anzunehmenden Vermutung unbewusster Angst ausgehe, so sei das Auseinanderfallen von Vermutung, Behauptung und deren Verifikation auf eine „Mauer von Verboten, von Drohungen und Strafen“ zurückzuführen, denen das Kleinkind ausgesetzt sei. Man ist daher geneigt, die Kastrationsfurcht als Archaismus anzusehen.